# Эпигея
Эпиге́я (лат. Epigaea) — род растений семейства Вересковые.

## Ботаническое описание
Небольшие вечнозелёные кустарники, как правило, от 10 до 20 см в высоту. Листья вечнозелёные, очередные и простые.
Цветки маленькие, белые или розовые с трубчатым венчиком.
Плод — сухая коробочка с многочисленными мелкими семенами.

## Ареал
Виды рода Эпигея встречаются в США в штатах Флорида, Джорджия, Айова, Иллинойс, Индиана, Кентукки, Массачусетс, Мэриленд, Мэн, Мичиган, Миннесота, Миссисипи, Северная Каролина, Нью-Гэмпшир, Нью-Джерси, Нью-Йорк, Огайо, Пенсильвания, Род-Айленд, Южная Каролина, Висконсин, Западная Виргиния.

## Хозяйственное значение и применение
Все три вида рода выращиваются как декоративные растения в рокариях. Им необходима влажная, кислая почва. Также выращивают Epigaea × intertexta, гибрид между эпигеей азиатской (Epigaea asiatica) и эпигеей ползучей (Epigaea repens).

## Символика
Эпигея ползучая (Epigaea repens) — цветок штата Массачусетс, а также является цветком провинции Новая Шотландия.

## Виды
По информации базы данных The Plant List, род включает три вида:
- Epigaea asiatica Maxim. — Эпигея азиатская
- Epigaea gaultherioides (Boiss. & Balansa) Takht. — Эпигея гаультериевидная
- Epigaea repens L. — Эпигея ползучая[5]

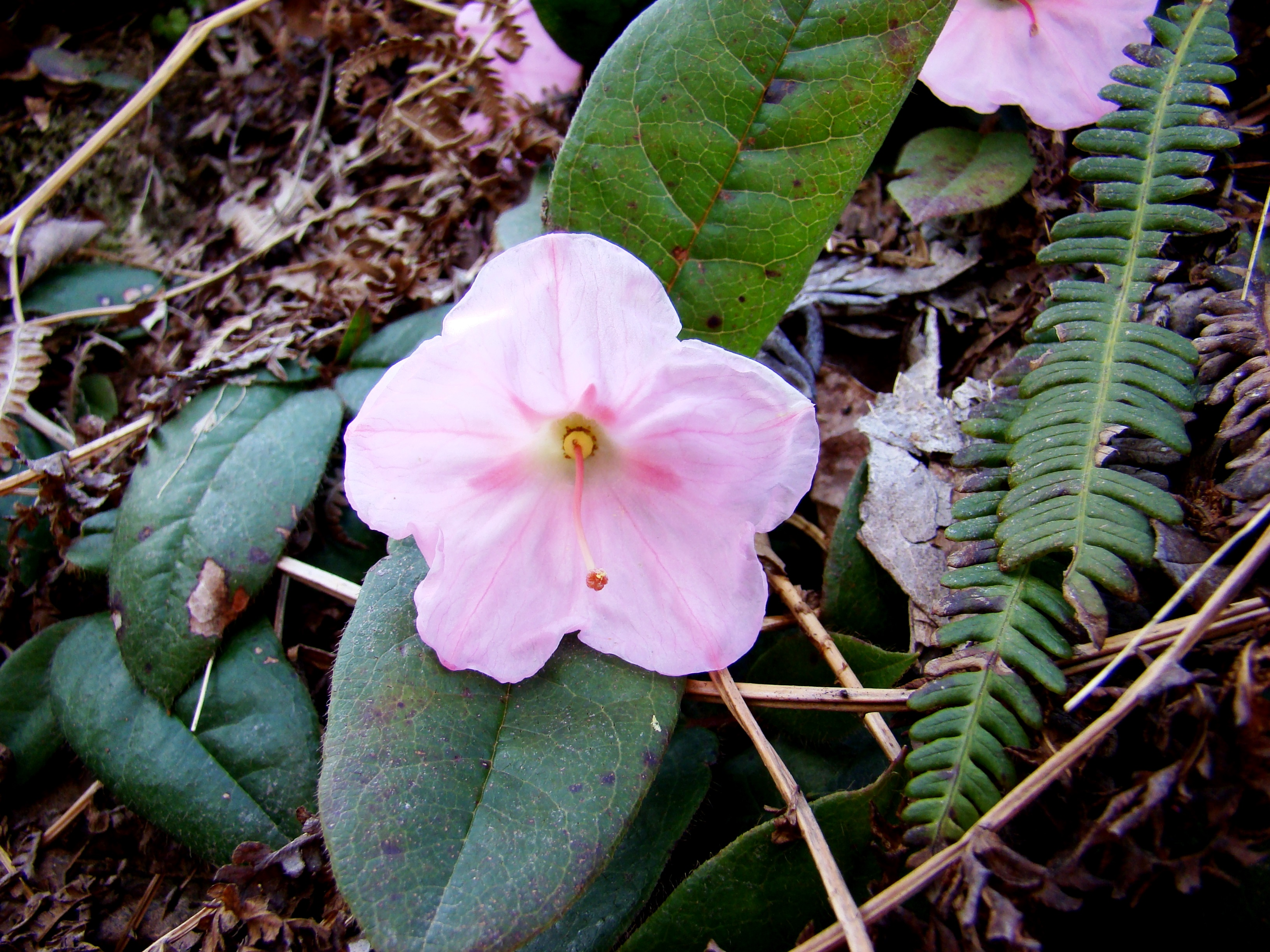
Эпигея гаультериевидная (Epigaea gaultherioides)
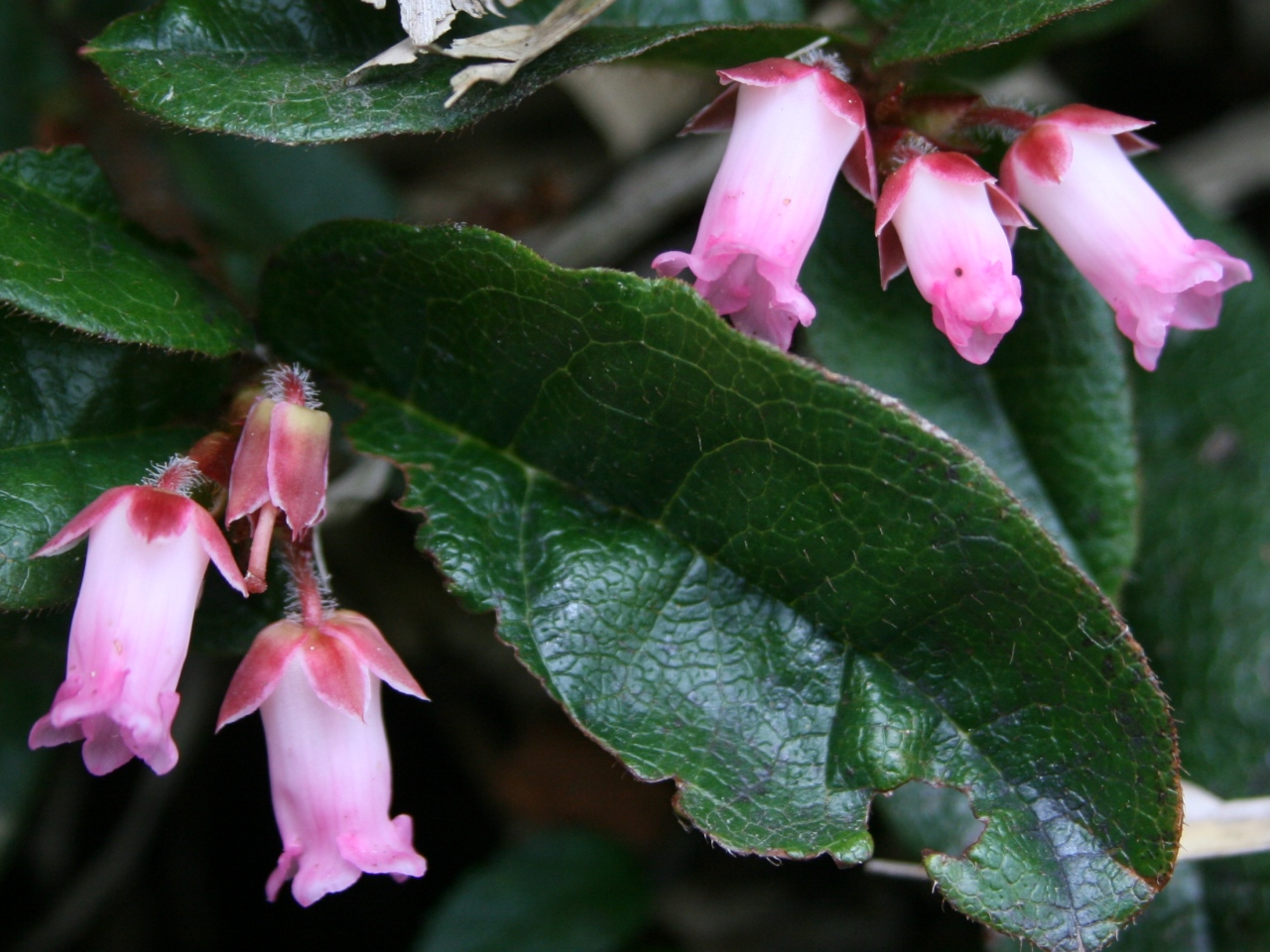
Эпигея азиатская (Epigaea asiatica)